# تپه پیرکریم
تپه پیر کریم مربوط به دوره اشکانیان است و در شهرستان نیر، بخش مرکزی، دهستان دورسون خواجه، روستای ایرنجی واقع شده و این اثر در تاریخ ۲۷ بهمن ۱۳۸۷ با شمارهٔ ثبت ۲۴۵۶۶ به‌عنوان یکی از آثار ملی ایران به ثبت رسیده است.